# Kiss Tour
A Kiss Tour foi a primeira turnê de suporte da banda KISS, para seu álbum de estréia. Algumas vezes nomeada como First Tour, também abrangeu vários shows antes e depois das datas consideradas "oficiais".

## Historia
Após as primeiras apresentações, Paul Stanley mudou a maquiagem de bandido para a icônica maquiagem Starchild. Os adereços de palco usados para esta turnê foram luzes de bombeiro, um elevador de bateria, baquetas brilhantes, Simmons cuspindo sangue e respirando fogo, um logotipo iluminado do nome da banda, a guitarra fumegante de Frehley e lança-chamas.
Segundo Gene Simmons, durante esta turnê, quando a banda foi  ato de abertura para a bandaArgent em 2 de maio de 1974, no Comstock Park, eles só foram autorizados a tocar oito músicas, pois os profissionais ligados à banda Argent desligaram a energia para os equipamentos do Kiss quando o público queria que o Kiss tocasse mais músicas, o que prejudicaria o show da banda principal.
Ainda durante esta turnê, a bandaRush abriu show para o Kiss no Centennial Hall em Ontário, que também foi a última apresentação de John Rutsey com o Rush. A banda de abertura acabou impressionando tanto aos membros da banda naquele show que eles continuaram a turnê com Rush como banda de abertura.
Foi durante o mês de Agosto deste ano que a banda Kiss retirou tempo para a produção de seu segundo álbum, Hotter Than Hell.

## Recepção
Um repórter do Winnipeg Free Press, que assistiu à apresentação do Taché Hall, na cidade de Winnipeg em 8 de fevereiro daquele ano, que fazia parte do "Festival of Life and Learning", observou o número de efeitos visuais que notadamente eram bombas de fumaça, gelo seco na música "Firehouse", assim como os pisca-piscas e elevador hidráulico para o baterista. O repórter, entretanto, notou que as respostas do público eram basicamente de pessoas chocadas, com outros presentes "sentados em suas mãos durante a maior parte da apresentação". 

## Setlist da Turnê
1. "Deuce"
2. "Strutter"
3. "She"
4. "Firehouse"
5. "Nothin' to Lose"
6. "Cold Gin"
7. "Kissin' Time"
8. "Let Me Know"
9. "Acrobat" ("Love Theme from Kiss")
10. "100,000 Years" (Com solo de Bateria de Peter Criss e Solo de Contrabaixo de Gene Simmons)
11. "Black Diamond"

Músicas Extras
1. "Let Me Go, Rock 'n' Roll|Baby, Let Me Go" ("Let Me Go, Rock 'n' Roll")

## Membros
- Paul Stanley – Vocalista, Guitarrista Ritmico
- Gene Simmons – Vocalista, Contrabaixista
- Peter Criss – Baterista, Vocalista
- Ace Frehley – Guitarrista Líder e Backing-Vocais

## Referencias
1. ↑  Weiss, Brett (2016). Encyclopedia of Kiss : Music, Personnel, Events and Related Subjects. Jefferson, North Carolina: [s.n.] p. 115. ISBN 9780786498024
2. ↑  Simmons, Gene (2001). Kiss and Make-up. New York: Crown Publishers. ISBN 978-1-4000-4523-5
3. ↑  Daly, Skip; Hansen, Eric (2019). Rush: Wandering the Face of the Earth – The Official Touring History 1968 – 2015. San Rafael: Insight Editions. p. 48. ISBN 978-1-68383-450-2
4. ↑  Winnipeg Free Press, Fevereiro 11, 1974